# 삼루
3루(三漏) 또는 삼류는 다음의 분류, 그룹 또는 체계의 한 요소이다.
- 모든 번뇌를 분류하는 여러 가지 번뇌 분류법 가운데 하나이다.
- 4폭류(四暴流) · 4액(四軛) · 4취(四取) · 7사(七使) 등과 더불어 《아함경》 등의 초기불교 경전에 나타나는, 모든 번뇌에 대한 번뇌 분류법으로, 불교 일반에서 사용되는 번뇌 분류법이다.[6][7]

3루(三漏)는 욕루(欲漏) · 유루(有漏) · 무명루(無明漏)를 말한다. 누(漏, 산스크리트어: asrava)는 번뇌의 다른 말이며, 6근으로부터 누출된 번뇌가 유정을 생사의 바다 중에 '머물게 한다[令住]'는 뜻이다. 3루는 이러한 누(漏)의 뜻에서 모든 번뇌를 아래와 같이 3유형 또는 3그룹으로 구분한 것이다.
3유루(三有漏) 또는 3류(三流)라고도 한다. 3류(三流)에서 유(流)는 번뇌를 뜻한다. 번역하여 세 가지 유루라고도 한다.
욕루(欲漏, 산스크리트어: kāmāsrava, 영어: contamination of desire)는 욕유루(欲有漏) 또는 욕류(欲流)라고도 하며, 무명(無明)을 제외한 욕계의 모든 번뇌를 하나의 그룹으로 설정한 것이다.
유루(有漏, 산스크리트어: bhavāsrava, 영어: contamination of existence)는 유유루(有有漏) 또는 유류(有流)라고도 하며, 무명(無明)을 제외한 색계 · 무색계의 상2계의 모든 번뇌를 하나의 그룹으로 설정한 것이다. 한편, 여기서의 유루(有漏, 산스크리트어: bhavāsrava)는 무루(無漏, 산스크리트어: anāsravah, 영어: untainted)의 상대어로서의 유루(有漏, 산스크리트어: sāsrava, 영어: leaking, contaminated)와는 다른 것이다.
무명루(無明漏, 산스크리트어: avidyāsrava, 영어: contamination of nescience)는 무명유루(無明有漏) 또는 무명류(無明流)라고도 하며, 3계의 무명(無明)을 따로 떼어 하나의 그룹으로 설정한 것이다. 이렇게 한 이유는 무명은 능히 모든 유(有) 즉 존재의 근본이 되기 때문이다. 즉, 무명은 그 자체만으로 능히 생사윤회의 근본이 되는데 이와 같이 무명의 과환(過患)이 특히 뛰어나다는 사실을 나타내기 위해서 별도의 그룹으로 설정한 것이다.

## 경론별 설명

### 잡아함경
《잡아함경》 제18권 제490경 〈염부차경(閻浮車經)〉에서, 사리불은 외도의 수행자인 염부차의 물음에 대한 답에서 유루(有漏)란 욕유루(欲有漏) · 유유루(有有漏) · 무명유루(無明有漏)의 3유루(三有漏)를 말한다고 설명하고 있다. 또한, 누진(漏盡) 또는 유루진(有漏盡)이란 3유루욕진(三有漏欲盡) 즉 이들 3유루에 대한 욕구[欲]가 다한 것이며, 이러한 상태에 이르는 길이 8정도(八正道)라고 말하고 있다.
 閻浮車問舍利弗。謂有漏盡。云何名為有漏盡。　舍利弗言。有漏者。三有漏。謂欲有漏．有有漏．無明有漏。此三有漏。欲盡無餘。名有漏盡。　復問。舍利弗。有道有向。修習多修習。得漏盡耶。　舍利弗答言。有。謂八正道。正見。乃至正定。　時。二正士共論議已。各從座起而去。

 
염부차가 사리불에게 물었다.

유루(有漏)가 다한다[有漏盡]고 말하는데 어떤 것이 유루가 다하는 것입니까?

사리불이 말하였다.

유루에 세 가지 유루가 있으니, 이른바 욕유루(欲有漏) · 유유루(有有漏) · 무명유루(無明有漏)입니다. 이 세 가지 유루에 욕심[欲]이 다하여 남음이 없으면 유루가 다한 것이라고 합니다.

또 물었다.

사리불이여, 닦아 익히고 많이 닦아 익히면 번뇌가 다하게 되는[漏盡] 길이 있고 방법이 있습니까?

사리불이 말하였다.

있습니다. 이른바 8정도(八正道)이니, 즉 바른 소견[正見]과……(내지)……바른 선정[正定]입니다.

그 때 두 정사(正士)는 서로 논의를 마치고 각각 자리에서 일어나 떠나갔다.
 — 《잡아함경》 제18권 제490경 〈염부차경(閻浮車經)〉. 한문본 & 한글본

## 같이 보기
- 3도: 견도 · 수도 · 무학도
  - 견도: 16심 · 고법지인
  - 무학도: 34심
  - 성문 수행계위: 4향4과 - 10결(= 5하분결 + 5상분결)
  - 보살 수행계위: 52위
- 현관: 4제현관 · 6현관
- 유루와 무루
- 번뇌의 해석
- 번뇌의 다른 이름
  - 개 · 결 · 계 · 구 · 구애 · 궤 · 근 · 뇌 · 누 · 박 · 상해 · 소 · 소유 · 소해 · 수면 · 수번뇌 · 악행 · 액 · 열 · 유쟁 · 쟁 · 전 · 전 · 조림 · 주올 · 취 · 치연 · 폭류 · 화
- 번뇌의 작용
- 번뇌의 분류
  - 3루
  - 4액
  - 4취
  - 4폭류
  - 5부: 견고소단 · 견집소단 · 견멸소단 · 견도소단 · 수도소단 = 견소단 + 수소단
  - 5주지번뇌
  - 견혹 + 수혹 = 견소단 + 수소단 = 미리혹 + 미사혹 = 분별기 + 구생기
  - 근본번뇌 + 수번뇌
  - 번뇌장 + 소지장
- 번뇌 = 근본번뇌 + 수번뇌
  - 근본번뇌 = 수면
    - 3근본번뇌: 탐 · 진 · 치
    - 6수면: 탐 · 진 · 만 · 무명 · 견 · 의
    - 7수면: 욕탐 · 진 · 유탐 · 만 · 무명 · 견 · 의
    - 10수면: 탐 · 진 · 만 · 무명 · 유신견 · 변집견 · 사견 · 견취 · 계금취 · 의
    - 12수면: 욕탐 · 진 · 색탐 · 무색탐 · 만 · 무명 · 유신견 · 변집견 · 사견 · 견취 · 계금취 · 의
    - 98근본번뇌(설일체유부)
      - 견혹 = 견소단 = 미리혹 = 분별기: 설일체유부의 88근본번뇌
      - 수혹 = 수소단 = 미사혹 = 구생기: 설일체유부의 10근본번뇌

    - 128근본번뇌(유식유가행파)
      - 견혹 = 견소단 = 미리혹 = 분별기: 유식유가행파의 112근본번뇌
      - 수혹 = 수소단 = 미사혹 = 구생기: 유식유가행파의 16근본번뇌

  - 수번뇌 = 전
    - 8전 · 10전 · 6번뇌구
    - 19수번뇌(설일체유부)
      - 소번뇌지법의 10가지 모두: 분 · 부 · 간 · 질 · 뇌 · 해 · 한 · 첨 · 광 · 교
      - 대불선지법의 2가지 모두: 무참 · 무괴
      - 대번뇌지법의 6가지 가운데 5가지: 방일 · 해태 · 불신 · 혼침 · 도거
      - 부정지법의 8가지 가운데 2가지: 수면 · 악작

    - 20수번뇌(유식유가행파)
      - 소수번뇌심소의 10가지 모두: 분 · 한 · 부 · 뇌 · 질 · 간 · 광 · 첨 · 해 · 교
      - 중수번뇌심소의 2가지 모두: 무참 · 무괴
      - 대수번뇌심소의 8가지 모두: 도거 · 혼침 · 불신 · 해태 · 방일 · 실념 · 산란 · 부정지
- 번뇌 = 잡염 = 유부무기 + 불선
  - 유부무기
    - 욕계의 번뇌의 일부 · 색계의 번뇌 · 무색계의 번뇌
    - 4근본번뇌(말나식의 4번뇌: 아치 · 아견 · 아만 · 아애)

  - 불선 · 악
    - 욕계의 번뇌의 대다수
    - 불선근
    - 5악 · 10악
- 번뇌 = 108번뇌 = 98수면 + 10전
- 번뇌 = 개: 5개
- 번뇌 = 결: 2결 · 3결 · 4결 · 5결 · 9결 · 10결(= 5하분결 + 5상분결) · 98결 · 108결
- 번뇌 = 구애: 3구애 · 5구애
- 번뇌 = 뇌: 3뇌
- 번뇌 = 누: 3루
- 번뇌 = 박: 3박 · 4박
- 번뇌 = 사: 7사 · 10사 · 98사 · 128사
- 번뇌 = 악행: 3악행
- 번뇌 = 취: 2취 · 4취

## 참고 문헌
- 고려대장경연구소. 《고려대장경 전자 불교용어사전》. 고려대장경 지식베이스 / (사)장경도량 고려대장경연구소. |title=에 외부 링크가 있음 (도움말)
- 곽철환 (2003). 《시공 불교사전》. 시공사 / 네이버 지식백과. |title=에 외부 링크가 있음 (도움말)
- 세친 지음, 현장 한역, 권오민 번역 (K.955, T.1558). 《아비달마구사론》. 한글대장경 검색시스템 - 전자불전연구소 / 동국역경원. K.955(27-453), T.1558(29-1). |title=에 외부 링크가 있음 (도움말)
- 운허.  동국역경원 편집, 편집. 《불교 사전》. |title=에 외부 링크가 있음 (도움말)
- (영어) DDB. 《Digital Dictionary of Buddhism (電子佛教辭典)》. Edited by A. Charles Muller. |title=에 외부 링크가 있음 (도움말)
- (중국어) 佛門網. 《佛學辭典(불학사전)》. |title=에 외부 링크가 있음 (도움말)
- (중국어) 星雲. 《佛光大辭典(불광대사전)》 3판. |title=에 외부 링크가 있음 (도움말)
- (중국어) 세친 조, 현장 한역 (T.1558). 《아비달마구사론(阿毘達磨俱舍論)》. 대정신수대장경. T29, No. 1558, CBETA. |title=에 외부 링크가 있음 (도움말)